# 松坂季実子
松坂 季実子（まつざか きみこ、1969年 - ）は、日本の元AV女優。
兵庫県神戸市出身。誕生日はプロフィールにより1969年2月10日と1969年10月21日がある。

## 経歴
大妻女子大学短期大学部在学時にスカウトされ、1989年にAV監督の村西とおるが率いるダイヤモンド映像からアダルトビデオ (AV) デビューした。当時は珍しいほどの大きな乳房を「巨乳」と称し、バストサイズは「110.7センチ」としたが実際は「イイオンナ」の語呂合わせで、ダイヤモンド映像でプロデューサーを務めた本橋信宏は、「実際は90センチ台でウエストは若干の誤差がある」と著書で記した。AV出演は就職前に1本のみを予定したが、出演が身近な人々に知られてAV業界で活動を継続する。芸名は美人女優から、松坂慶子の「松坂」と池上季実子の「季実子」、それぞれを採った。
ダイヤモンド映像は、毎月1日に「巨乳の日」として松坂の作品を発売すると、いずれも数千本から1万本前後を売り上げて1990年に急成長し、AP通信が人気を伝える記事を世界に配信した。松坂の登場でAV業界は巨乳がブームとなり、AVのジャンルとして「巨乳もの」が認知された。
思春期頃から好奇の視線で見られる大きな乳房を恥ずかしく思ったが、「AVに出た事で長所だと思えるようになった」と雑誌のインタビューで述べた。
活動中はメディア出演も多く、『週刊大衆』で「『乳姫』がせまる!! 110センチぶるりん対談」（1989年5月8日号 - 1990年1月1日号）と「松坂季実子の乳'sステーション」（1990年1月29日号 - 1990年11月12日号）を長期連載し、各界の著名人と対談した。レギュラーで出演したテレビ深夜番組『オールナイトフジ』で、乳房と男性の顔で風船を挟んで割るコーナーが人気を博した。
1990年4月にテレビ朝日『高円寺純情商店街』でテレビドラマに出演した。1990年夏にAVを引退してバラエティタレントへ転向し、1990年11月にラサール石井とデュエットしたシングル「ソレソレどうするの?」を発売した。
1991年春季に芸能界から引退し、個人的な問題が背景にあったと報じられた。のちにOLとして通勤する様子が『フライデー』1993年9月24日号に本人のコメント付きで、広告代理店に派遣社員として勤務する様子が『週刊ポスト』1996年7月26日号にそれぞれ掲載され、「あの人は今」など雑誌の特集で去就が報じられる。

## 作品

### アダルトビデオ（オリジナル作品）
1989年
- でっか 〜いの、めっけ!（2月1日、ダイヤモンド映像 DVI-26）
  - でっか 〜いの、めっけ!（1991年1月1日、ヴェスコインターナショナル VD-005）
- 1107ミリの感動 松坂季実子 黒木香 青木琴美（3月1日、ダイヤモンド映像 DVI-32）
- 爆乳エンゼル 乳淫感者（1989年4月1日、ダイヤモンド映像 DVI-37）
- 乳と息子（5月1日、ダイヤモンド映像 DVI-43）
- 娘よ!!（6月1日、ダイヤモンド映像 DVI-50）
- 乳酷管理法違反（7月1日、ダイヤモンド映像 DVI-57）
- 女医・季実子（8月1日、ダイヤモンド映像 DVI-64）
- プロゴルファー・季実子（9月1日、ダイヤモンド映像 DVI-71）
- 弁護士・季実子 松坂季実子 坂上真琴 黒木香 高倉真理子 菊池エリ（10月1日、ダイヤモンド映像 DVI-78）全5名
- ディレクター・季実子（11月1日、ダイヤモンド映像 DVI-86）
- 女教師・季実子（12月1日、ダイヤモンド映像 DVI-94）
- 恥獄に堕ちた女 松坂季実子 夏本麗子（ダイヤモンド映像）

1990年
- 高級官僚・季実子 上巻（1月11日、ダイヤモンド映像 DVI-104）
  - 高級官僚・季実子 下巻（1月11日、ダイヤモンド映像 DVI-105）
  - 高級官僚・季実子 完結編（4月1日、ダイヤモンド映像 DVI-129）
- 新聞記者・季実子（2月1日、ダイヤモンド映像 DVI-113）
  - 新聞記者・季実子（2005年8月30日、ダイヤモンド映像 DVI-024D）
  - 新聞記者・季実子（2008年4月25日、ダイヤモンド映像 DAIR-007）
- 代議士妻・季実子（3月1日、ダイヤモンド映像 DVI-121）
  - 代議士妻・季実子（2005年8月30日、ダイヤモンド映像 DVI-025D）
  - 代議士妻・季実子（2008年7月25日、ダイヤモンド映像 DAIS-032）
- 季実子の大きな白い乳房を全部吸いつくしたあなた（4月21日、ダイヤモンド映像）
- とてつもないから見てちょうだい（5月1日、ダイヤモンド映像 DVI-137）
- みやびやかなあげまん（6月1日、ダイヤモンド映像 DVI-146）
- ふるさと創性論 季実子の玉おこし（7月1日、ダイヤモンド映像 DVI-155）
  - 季実子の玉おこし（2008年8月27日、ダイヤモンド映像 DAIS-046）
- いけないあなた いきすぎる私（8月1日、ダイヤモンド映像 DVI-164）
  - いけないあなた いきすぎる私（2005年8月30日、ダイヤモンド映像 DVI-026D）
- セクシャルゲーム 松坂季実子 美雪沙織 黒木香（10月1日、ダイヤモンド映像 DVI-183）全3名
  - セクシャルゲーム 松坂季実子 美雪沙織 黒木香（2005年8月30日、ダイヤモンド映像 DVI-027D）全3名
- はやすぎてもイケないの 美雪沙織 松坂季実子 桜樹ルイ 野坂なつみ 田中露央沙 沙羅樹（10月5日、裸の王様 HO-19）全6名

1991年
- この胸が幸福の科学 松坂季実子 高梨琴乃 たわわにボヨヨ～ン（新宿アートセンター DA-09）

1992年
- 美術館 松坂季実子（ビックワークス BJ-001）
- マドンナは蜜の味 松坂季実子（ビックワークス BJ-030）
- スーパーボイン 2/2 松坂季実子 高梨琴乃（ビックワークス）

1993年
- 巨乳捜査線 松坂季実子（アバンディア AV-001）

### アダルトビデオ（オムニバス単体作品、BESTもの）
1991年
- 松坂季実子 巨乳伝説（7月、ヴェスコインターナショナル MAS-034）

1994年
- 松坂季実子 巨乳年鑑（6月25日、笠倉出版社 AJV74-94）※デビューからラストまで全タイトル収録

1997年
- 巨乳の秘宝伝説 松坂季実子（11月10日、ニューシネマジャパン KMDVD-49）
- よがり泣き 1 松坂季実子（12月24日、ニューシネマジャパン DNAS-03）
  - よがり泣き 2 松坂季実子（2000年1月27日、ニューシネマジャパン DNAS-08）
  - よがり泣き 3 松坂季実子（2000年12月22日、ニューシネマジャパン DNAS-13）
  - よがり泣き 4 松坂季実子（2001年10月19日、ニューシネマジャパン DNAS-19）

1998年
- 犯されて・・・絶頂 松坂季実子（11月27日、ニューシネマジャパン KMDVD-25）

1999年
- 巨乳大魔人 松坂季実子セレクション（6月18日、ニューシネマジャパン KMDVD-45）

2000年
- 美神伝説 松坂季実子（7月28日、日本メディアサプライ MSD-007）

2001年
- 女帝 松坂季実子（4月14日、オー・ケイ出版社 OKV03-79）
- よすぎ泣き 松坂季実子（7月2日、ニューシネマジャパン GDV-23）
  - よすぎ泣き 松坂季実子（2013年6月15日、ダイヤモンド映像  DVI-002）
  - よすぎ泣き 松坂季実子（2017年2月16日、MT OFFICE MT-011）
- 松坂季実子の教えてあげる（8月1日、ニューシネマジャパン GDV-40）
  - 松坂季実子の教えてあげる（2013年12月28日、ダイヤモンド映像 DVI-008）

2002年
- 松坂季実子大全集（3月30日、イー・コンプレックス DMAX-007）
- 松坂季実子大全集 2（4月10日、イー・コンプレックス DMAX-72）
- 松坂季実子大全集 3（4月10日、イー・コンプレックス DMAX-73）

2003年
- REVIVAL COLLECTION 9 よみがえる松坂季実子 犯されて…絶頂（写真集+DVD）（6月20日、鹿砦社 RS-09）
- 伝説の巨乳アイドル 松坂季実子（8月15日、デジタルバンク DLT-150）

2004年
- あなたの夢・季美子 付録：弁護士編（1月1日、ウブ・ビデオ社 DUBV-16）
- 抱きたい！ 季美子 付録…高級官僚編 1（1月1日、ウブ・ビデオ社 DUBV-17）
- 君はみたことあっか？季美子 付録…高級官僚編 2（1月1日、ウブ・ビデオ社 DUBV-18）
- これが松坂だ！ 付録…高級官僚編 3（1月1日、ウブ・ビデオ社 DUBV-19）
- 季美子は終わらない 付録：ディレクター編（1月1日、ウブ・ビデオ社 DUBV-20）
- 凄いぞ！季美子 付録：女教師編（1月1日、ウブ・ビデオ社 DUBV-21）
  - 凄いぞ！季美子 付録：女教師編（2016年3月30日、ダイヤモンド映像 DVI-028）
- 季美子は最高だ！ 付録：新聞記者編（1月1日、ウブ・ビデオ社 DUBV-22）
- 季美子に無我夢中！ 付録：女医編（1月1日、ウブ・ビデオ社 DUBV-23）
- とことん松坂季美子！ 付録：プロゴルファー編（1月1日、ウブ・ビデオ社 DUBV-24）
  - とことん松坂季実子！ 付録：プロゴルファー編（2014年12月31日、ダイヤモンド映像 DVI-021）
- The Best Of No.1 松坂季実子 Deluxe（8月6日、Five Star DAJ-042）
- DECADE 松坂季実子（8月27日、ピエロ PAR-087）

2005年
- ザ・ベスト 季美子（3月17日、麒麟堂 DFKD-003）
- vintage 松坂季実子（12月10日、エイジーエイ DVIN-010）

2006年
- 美神降臨 松坂季実子（3月17日、日本メディアサプライ ARZ-1011）※「とてつもないから見てちょうだい」「1107ミリの感動」「季実子の玉おこし」「高級官僚・季実子」を収録

2007年
- 松坂季実子スペシャル 完全保存版 1（7月16日、チャンネルヴィ MKY-001）
- 松坂季実子スペシャル 完全保存版 2（7月16日、チャンネルヴィ MKY-002）

2009年
- 新聞記者季実子／とてつもないから見てちょうだい 松坂季実子（1月29日、ダイヤモンド映像、DAIP-019）※「新聞記者・季実子」「とてつもないから見てちょうだい」を収録
- DECADE EX 12 松坂季実子（11月27日、ピエロ DEX-012）

### アダルトビデオ（編集作品）
1993年
- AV巨乳10年史 1 卑弥呼 松坂季実子 小鳩美愛 冴島奈緒 河合美果 桜樹ルイ ほか（8月16日、笠倉出版社 AJV74-24）全25名
- 肉体改革の女たち 松坂季実子 篠原さゆり 森村レイコ 夏樹利奈（ビックワークス BA-010）全4名

1994年
- 33名のSEXバトル大会 AV巨乳年鑑 1（11月4日、笠倉出版社）全33名
- 120人の美女 AV秘蔵コレクション 2 松坂季実子 手塚莉絵 後藤えり子 ほか（12月15日、笠倉出版社 AJV75-41）全30名

1995年
- 120人美女館 AV10年史 4 樹まり子 松坂季実子 浅倉ケイ 八神康子 白石ひとみ ほか（11月20日、笠倉出版社 AJV76-28）全30名

1996年
- 大巨乳 ワイド90分 1（9月24日、笠倉出版社 AJV-7688）全25名

1997年
- ザ・爆乳・巨乳・美乳コレクション ワイド90分（6月2日、笠倉出版社 AJV77-56）全9名

1999年
- 大爆乳 コレクション ワイド90分（2月22日、笠倉出版社 AJV79-18）全10名
- 超巨乳 お宝VIDEOベスト10（12月23日、笠倉出版社 AJV-8008）全10名

2000年
- スーパー乳ガール 超厳選エントリー50人 卑弥呼 樹まり子 あいだもも 細川しのぶ 松坂季実子 ほか（4月28日、笠倉出版社 AJV-8032）全50名
- プレミアム大全集 美乳アイドル編（6月16日、メディアバンク AOD-013）全50名
- 爆巨乳10連発（12月1日、オー・ケイ出版社 OKV03-74）全10名

2001年
- 巨乳オナニー白書SPECIAL（4月2日、笠倉出版社 AJV-8119）全20名
  - 巨乳オナニー白書SPECIAL（6月2日、笠倉出版社 AOV45-21）全20名

2002年
- 村西とおるのどかーんとイッていただきました！ 5 松坂季実子 ほか（3月29日、Gファクトリー DMTV-05）
- ウルトラ大巨乳50コの乳首 1 メイファ 風間ゆみ 北村美加 松坂季実子 ほか（8月22日、笠倉出版社 AJV-8230）全25名

2003年
- 巨乳20年史 Deluxe（1月24日、Five Star DAJ-003）全100名
- 伝説の裏ビデオ 2 沙羅樹 乃木真梨子 松坂季実子（2月10日、帝國映像 KBE-008）全3名
- AV伝説 松坂季実子 一の樹愛（4月28日、スパイスモデル SPD-004）
- 村西監督 秘蔵プライベート流出ビデオ 1 一の樹愛 桜樹ルイ 松坂季実子（5月20日、Vanilla TVA-003）全3名
- 地下インターネットマガジン 01 高宮さやか 林泉水 江崎カオリ 松坂季実子 ほか（6月1日、麒麟堂 CIM-01）
- 巨乳 Queens Deluxe（6月13日、デジタルドリーム DAJ-13）全10名

2004年
- The Best of Pierrot 3（10月15日、ピエロ PAR-91）全25名

2005年
- レジェンドアイドル10カラット 2（10月1日、麒麟堂 LAC-02）全10名
- The Best of No.1 Special Selection 2 葉山レイコ 桜樹ルイ 松坂季実子 イヴ 菊池エリ（12月9日、FIVE STAR DAJ-069）全5名

2006年
- Star girls Mix 桜木ルイ 白石ひより（2月6日、麒麟堂 DST-004）全11名
- 松坂季実子、卑弥呼、桜樹ルイ 大全集（5月19日、イー・コンプレックス DMAX-14）全3名

2009年
- DECADE GALS SPECIAL 01（3月27日、ピエロ PAR-232）全10名
- 伝説の女優ダイヤモンドコレクション500分2枚組 松坂季実子 卑弥呼 桜樹ルイ 野坂なつみ 田中露央沙 ほか（11月28日、フラットコーポレーション FD-287）全10名

2010年
- DECADE EX 32 お宝映像全て見せます。40連発 2（12月31日、ピエロ DEX-032）全40名

2012年
- AV女優100人 1 時代とメーカーを越えてセレクション（1月7日、オールアダルトジャパン AAJ-002）全100名
- 巨乳AV女優の頂点 1980～90年代セレクション（2月13日、オールアダルトジャパン AAJ-007）全24名

2014年
- FLASH DVD 80～’90年代を彩った「ダイヤモンド映像」女優のプレミアムヌード 松坂季実子 高倉真理子 沙羅樹 桜樹ルイ（3月11日号 特別付録、光文社 FLASH-1275）全8名
- GAS10周年記念作品 爆乳の20年、女優100人8時間（7月12日、シネマユニット・ガス GAS-327）全100名

2015年
- 最新地下インターネットマガジン Vol．1 松坂季実子 高宮さやか 江崎カオリ 夢野まりあ ほか（1月31日、ダイヤモンド映像 DVI-022）

発売年不明
- ぶっちぎりの大陰唇（ユニプロ YP-002）VHS 全5名
- NEW Super裏Secret（染夜エンタープライズ NSS-006）VHS 多数出演
- 松坂季実子 Special（タカラ映像 TES-001）VHS
- 松坂季実子 リターンズ 瀑乳 1,107m/m（タカラ映像 TES-002）VHS
- 松坂季実子remix 6Title×MEGAMIX（Funky Sensation）VHS
- 完全保存版「もう二度と、出会うこのとできない。」 松坂季実子（アローズ AP-004）VHS
- 魅惑の肉体 松坂季実子 坂上真琴（コールファック CFE-31）DVD
- Sweet Angels Vol.2 松坂季実子 1（ニューシネマジャパン SWEETANGELS-02）DVD ※ダイソー限定
- Sweet Angels Vol.3 松坂季実子 2（ニューシネマジャパン SWEETANGELS-03）DVD ※ダイソー限定
- Sweet Angels Vol.4 松坂季実子 3（ニューシネマジャパン SWEETANGELS-04）DVD ※ダイソー限定
- 感じすぎる私 松坂季実子 沙羅樹（コールファック CFE-35）DVD
- ナイスな女達 松坂季実子（ニューシネマジャパン DMN-05）DVD
- デカチンで突かれて よがり泣き 松坂季実子（ニューシネマジャパン DNAS-003）DVD
- 極太パイズリで よがり泣き 松坂季実子（ニューシネマジャパン DNAS-008）DVD
- レジェンド 7 小鳩美愛 小林ひとみ 御藤静 憂木瞳 斉藤唯 松坂季実子 クミコグレース（麒麟堂 L7-02）DVD 全7名 発売年不明

### アダルトビデオ（無修正）
- BIG TITS BEAUTY vol.1　松坂季実子 夕樹洋子 加山なつこ（2004年12月27日、FANTA DREAM）全3名
- 本気で責めて 松坂季実子（2005年11月25日、トリプルエックス）
- 優香もびっくり 松坂季実子（2006年3月20日、?）

### ハウツービデオ（成人指定）
- 性生活の知恵 3 中級編（1989年12月20日、ブックマン社 B-400003）共演：黒木香
- 性生活の知恵 4 上級編（1989年12月20日、ブックマン社 B-400004）共演：黒木香
- 性生活の知恵 5 大人の玩具 商品カタログ（1990年5月1日、ブックマン社 B400005）共演：高倉真理子、野坂なつみ、柏木よしみ
- 性生活の知恵 6 大人の玩具 マル秘大公開（1990年5月1日、ブックマン社 B-400006）共演：高倉真理子、野坂なつみ、柏木よしみ
- 性生活の知恵 5 番外編（1990年、イメージ・ボックス）共演：高倉真理子、野坂なつみ、柏木よしみ
- 性生活の知恵 6 番外編（1990年、イメージ・ボックス）共演：高倉真理子、野坂なつみ、柏木よしみ

### 18禁アニメ（声優出演）
- 妖獣教室（1990年5月25日、dez SIH-1004）
- 妖獣教室 2（1990年7月27日、dez SIH-1005）

### シングルCD
- ソレソレどうするの?　c/w　パルコ通り（「松坂季実子＆ラサール石井」名義）（1990年11月25日、ミノルフォン）TKDA-30164

## 出演

### バラエティ
- アイドル水泳大会 ドキッ！丸ごと水着女だらけの水泳大会 4（89夏）（1989年8月1日、フジテレビ）[5]
  - アイドル水泳大会 ドキッ！丸ごと水着女だらけの水泳大会 5（90冬）（1990年2月20日、フジテレビ）[5]
- オールナイトフジ（フジテレビ）
- ビートたけしのお笑いウルトラクイズ（日本テレビ）
- スターどっきり（秘）報告（フジテレビ）
- おとなのえほん（サンテレビ）
- 禁断!イモリ帝国（日本テレビ）

### テレビドラマ
- バイト人生百発百中（1989年12月11日、TBS・月曜ドラマスペシャル）
- 高円寺純情商店街（1990年4月12日-1990年5月3日、テレビ朝日・木曜ドラマ）- カズ江 役
- 診察室はレモン色 2（1990年12月8日、TBS・ドラマチック22）
- 冗談じゃないよ! マイホーム（1991年1月26日、TBS・ドラマチック22）
- エステに通う女たち（1991年5月31日、フジテレビ・金曜ドラマシアター）

### 映画
- 六本木バナナ・ボーイズ（1989年8月12日公開、東映）監督:成田裕介 [6]
- ふるさと創性論 季実子の玉おこし（1990年8月、エクセス）監督:小路谷秀樹 - 主演 ※「ふるさと創性論 季実子の玉おこし」を劇場用映画に編集したもの [7]
- 大巨乳 のしかかる（1990年12月、エクセス）監督:村西とおる - 主演 ※「高級官僚・季実子 上・下巻」「高級官僚・季実子 完結編」を劇場用映画に編集したもの [8]
- 大巨乳 快感絞り（1991年3月15日、エクセス）監督:沢城昭彦 - 主演 [9]
- M/村西とおる狂熱の日々 完全版（2019年11月30日公開、東映ビデオ）監督:片嶋一貴 [10]

### 声の出演
- 週刊切り絵小説 村は七色（1989年10月10日 - 1990年3月27日、フジテレビ）※きたろうと松坂季実子の語りと切り絵のみの「官能小説紹介番組」第1部
- いとしのファブリオ（1989年10月10日 - 1990年3月27日、フジテレビ）※きたろうと松坂季実子の語りと切り絵のみの「官能小説紹介番組」第2部
- 曼陀羅図鑑（1989年10月10日 - 1990年3月27日、フジテレビ）※きたろうと松坂季実子の語りと切り絵のみの「官能小説紹介番組」第3部

## 書籍

### 写真集

#### 単独作品
- でっか〜いの、めっけ! 1107ミリの感動（1989年9月30日発行、ビックマン、撮影：長内昌利 岡本修）ISBN 489405003X
- 松坂季実子写真集 KIMIKO PART 2（1989年12月20日発行、ビックマン、撮影：中川秀樹）ISBN 4894050102 ※オーストラリア・メモリー
- 松坂季実子写真集 KIMIKO PART 3（1990年3月20日発行、ビックマン、撮影：村西とおる）ISBN 4894050226
- 松坂季実子写真集 4（1990年8月25日発行、ビックマン、撮影：村西とおる）ISBN 4894050447 ※イタリア（ローマ・ベニス・フィレンツェ）ロケ
- 松坂季実子写真集 TSUGARU PHOTO LIBRARY VOL.3（1993年8月30日発行、つがる）ISBN 4887230036
- REVIVAL COLLECTION 9 よみがえる松坂季実子 犯されて…絶頂（写真集+DVD）（2003年6月20日、鹿砦社 RS-09）ISBN 9784846305147

#### 単独作品以外
- 写真集 スコラスペシャル 7 SUPER NUDE COLLECTION 3 松坂季実子 松本まりな 樹まり子 ほか（1990年1月8日発行、スコラ）ISBN 9784796295062 全28名
- 鮮烈セクシーズ オールカラー美少女たちのエロチシズム 松坂季実子 手塚まゆみ 工藤ひとみ 樹まり子 ほか（1990年6月25日発行、司書房）全14名
- 素足のアイドルたち 特別版 42MESSAGES FROM SOUTHERN COAST 宮沢りえ 佐野量子 松下由樹 井森美幸 松坂季実子 ほか（1990年7月1日発行、小学館）ISBN 9784091030214 多数出演
- 週刊プレイボーイ特別編集 プレイボーイの本 完全保存99GALS＆F1年鑑 盛本真理子 小川範子 松坂季実子 ほか（1990年10月5日発行、集英社）全99名
- ダイヤモンドのヴィーナスたち（1991年1月20日発行、ビックマン）ISBN 9784894050679 全17名
- 桃色吐息 sexy mirage 乱舞91人エロスの響宴 高倉真理子 松坂季実子 桜樹ルイ ほか（1993年7月5日発行、テイ・アイ・エス）ISBN 9784886180810 全91名
- 5人の小悪魔写真集 桜樹ルイ 乃木真梨子 松坂季実子 ほか（1994年2月25日発行、つがる）ISBN 9784887230088 全5名
- 厳選!!「巨乳美女」名鑑 アグネス・ラム 麻田奈美 松坂季実子 ほか（1998年9月20日発行、宝島社）ISBN 9784796613996
- ダイヤモンド321 永遠のダイヤモンドガールたち 松坂季実子 桜樹ルイ 藤小雪 田中露央沙 ほか（2003年1月10日、ぶんか社）ISBN 9784821124824 全321名

### 雑誌
- WEEKLY プレイボーイ 1989年2月21日号、5月30日号、8月29日号（集英社）
- GORO 1989年2月23日号、6月8日号、10月26日号（小学館）
- ビデオ・ザ・ワールド 1989年3月号、6月号（表紙、インタビュー）、1991年09月号、1996年04月号、1998年5月号（白夜書房/コアマガジン）
- アクションカメラ 1989年4月号（ワニマガジン社）
- スコラ 1989年6月8日号、9月14日号（スコラ）
- BUSTY D-CUP SELECTION（1989年7月25日、司書房）
- ベストビデオ 1989年9月号（巻頭スペシャルショット:松坂季実子）、1990年3月号（付録:松坂季実子袋綴じポスター）（三和出版）
- 月刊ドリブ 1989年9月号、1990年3月号（青人社）
- COMET SISTERS 1989年11月号（白夜書房）
- ACTRESS 1989年12月号（リイド社）
- ザ・ヒットMAGAZINE 1989年12月号（三和出版）
- GRACE 1989年12月号（若生出版）
- 下着ファッションNo.30（1989年12月11日、光彩書房）
- GIRL Friends 1990年1月号（若生出版）
- オレンジ通信 1990年1月号（表紙）、2月号、1996年5月号（東京三世社）
- クラスメイトDX 1990年4月号、6月号（少年出版社）
- ai two Vol.3（表紙）（1990年7月20日、ビデオ出版）
- ホットビデオ 1991年1月号（ビデオ出版）
- アダルトビデオ10年史（1991年3月15日、東京三世社）
- TOP TEN MATE 1993年6月号（若生出版）
- Girl Friends 1994年8月号（若生出版）
- アップル通信 1996年5月号（三和出版）
- 宝島 1997年2月19日号（宝島社）
- 投稿ドッキリ写真 1998年5月号（明文社）
- アダルトビデオ20年史（1998年12月30日、東京三世社）
- 僕たちのDVDコレクションVol.2（2004年4月1日、ばうすたーん）
- 本当にデカップ 2007年1月号、6月号、10月号、11月号、2008年1月号、4月号、5月号（バウハウス/メディア・クライス）
- 本当にあったHな話 2008年3月号（ぶんか社） DVD付

### コミック
- AVギャル初体験物語(1) 小沢奈美 工藤ひとみ 松坂季実子 庄司みゆき 木田彩水 林由美香 岡田優奈 朝比奈樹里 美穂由紀 樹まり子（著者:葉月かずお）（1990年11月25日、日本文華社）ISBN 9784821193233 全10名